# Pogonna
Pogonna – potok górski w Sudetach Wschodnich, w Krowiarkach, w woj. dolnośląskim, stanowiący górny bieg Konradki.
Według PRNG Pogonna to nazwa oboczna dla potoku Janówka.
Górski potok o długości ok. 2 km, stanowiący górny bieg Konradowskiego Potoku, należący do dorzecza Odry i zlewiska Morza Bałtyckiego.

## Bieg potoku
Źródła potoku położone są w południowej części Krowiarek na wysokości ok. 860 m n.p.m., poniżej Przeł. Puchaczówka. Powstaje z połączenia kilku drobnych, bezimiennych potoków powstających z niewielkich źródeł, wysięków, wykapów i młak, znajdujących się na podmokłych łąkach i zagajnikach. Niżej potok płynie głęboko wciętą doliną na północ. Dolina ta nosi nazwę Przyrowie i pokryta jest łąkami i pastwiskami. Niższa część porośnięta jest borami świerkowymi. W rejonie zanikłej wsi Rogóżki i opuszczonego kamieniołomu łączy się z bezimiennym potokiem z prawej strony i odtąd nazywana jest Konradowskim Potokiem.

## Dopływy
- Kilka niewielkich, bezimiennych strumieni bez nazwy spływających ze zboczy Krowiarek.

## Miejscowości, przez które przepływa
- Rogóżka